# Buteo buteo

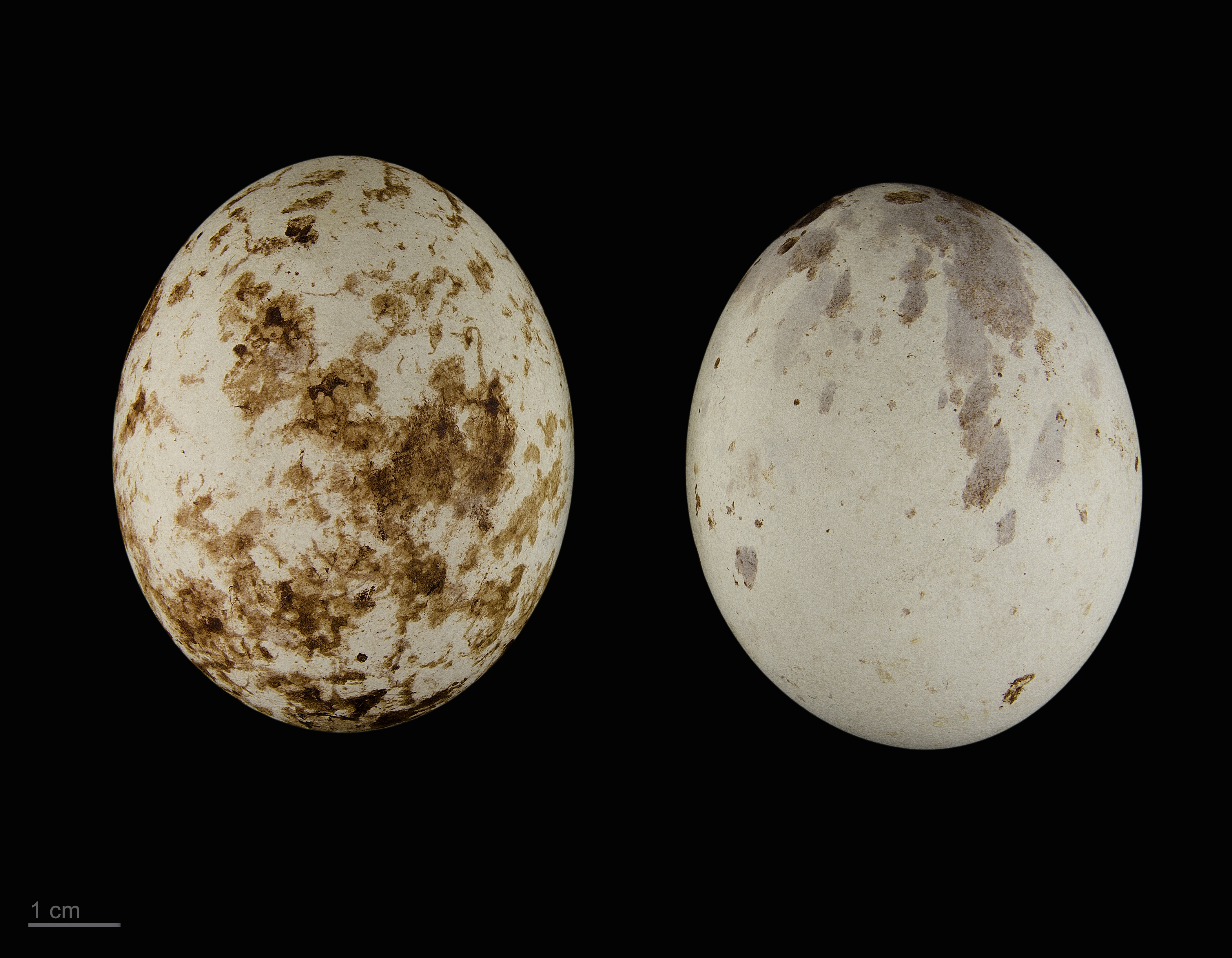
Buteo buteo

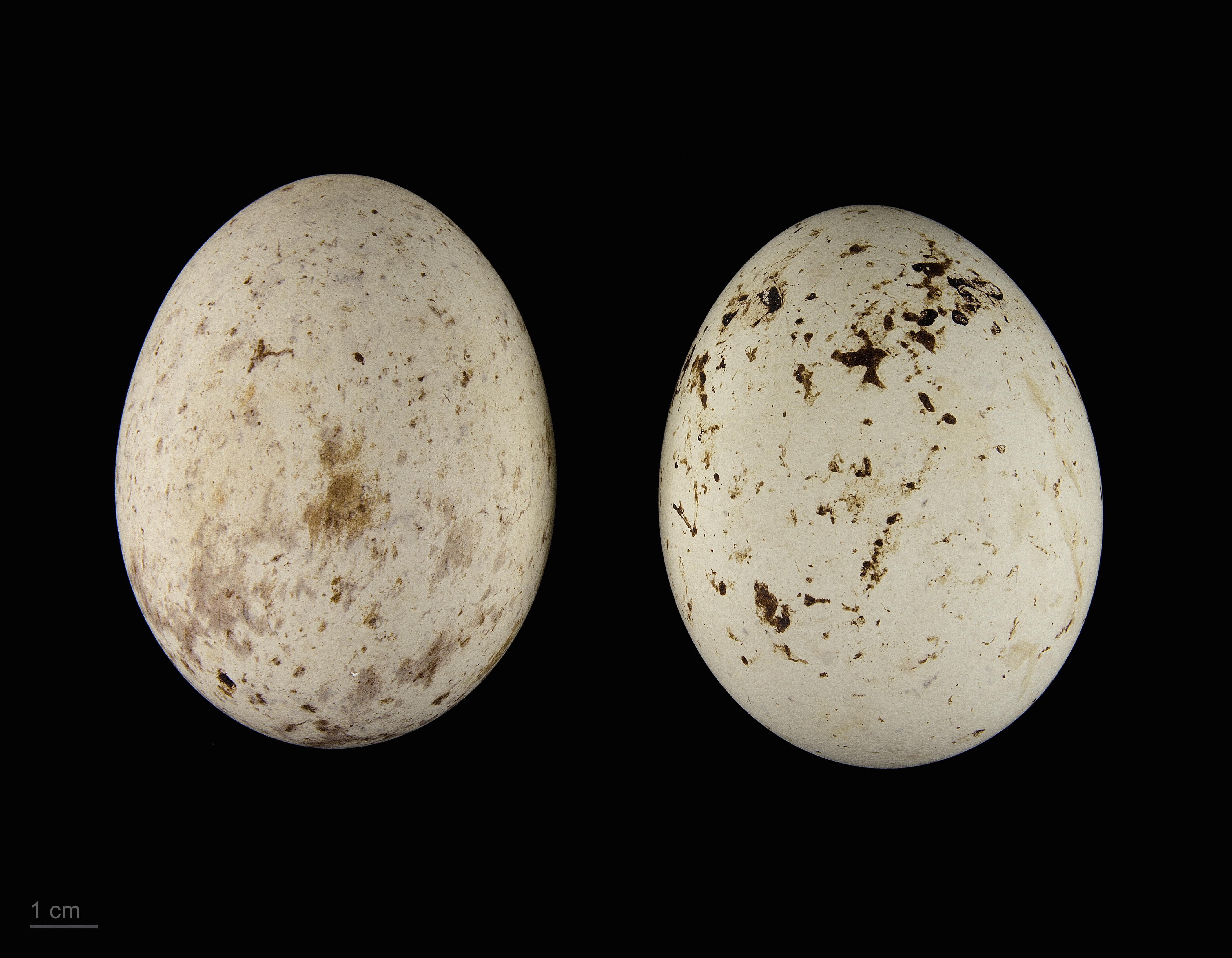
Buteo buteo rotschildi - MHNT

La poiana comune (Buteo buteo Linnaeus, 1758), detta anche bozzago, bozzagro, bozzegro, buzzago, buzzagro o abuzzago, è un uccello rapace della famiglia Accipitridae. Il suo areale copre la maggior parte dell'Europa e si estende in Asia. Vive in tutte le zone tranne che in quelle più fredde. Preferisce i boschi e caccia in territori aperti.
Le sue prede sono generalmente insetti e piccoli roditori.

## Descrizione
Ha una lunghezza tra i 51 e i 57 cm con una apertura alare dai 110 ai 140 cm mentre il suo peso si aggira fra i 520 e i 1000 g per il maschio e 700-1300 g per la femmina, rendendolo un predatore di medie dimensioni.
È un rapace di forme compatte con ali ampie e arrotondate e una coda piuttosto corta. Il colorito è bruno scuro superiormente e molto variabile inferiormente; solitamente la superficie inferiore delle ali è bruna leggermente barrata di nerastro con macchia scura al polso e area chiara sfumata al centro, mentre la coda presenta numerose sottili barre scure.
In volo la testa appare incassata fra le spalle e le ali sono tenute leggermente rialzate (profilo frontale a forma di "V" aperta). Posata appare tozza con il capo incassato fra le spalle.

## Biologia

### Habitat e distribuzione
La poiana è in genere poco esigente, frequenta ambienti forestali e boschivi (preferisce le pinete) con adiacente presenza di zone aperte a vegetazione prevalentemente erbacea in cui caccia. Nelle regioni montuose si spinge eventualmente oltre il limite superiore delle foreste.
È l'accipitride più diffuso in Europa, e il suo areale si espande fino all'Africa sud-occidentale, all'Asia minore, all'India e alle steppe mongole. Nidifica anche nelle savane sudafricane e nella macchia mediterranea nordafricana.
In Italia sono presenti esemplari sia migranti che stanziali, la maggior parte delle poiane sono concentrate in Pianura Padana occidentale che, grazie ad ampi spazi aperti e boschivi, trovano il loro ambiente perfetto. Spesso competono per il territorio con le cornacchie (Corvus cornix) che hanno l'abitudine di scacciarle attaccandole in gruppo; nonostante la competizione, le poiane in Italia sono in costante aumento, in Pianura Padana in particolare con decine di migliaia di esemplari che sorvolano i nostri cieli.

### Alimentazione
È un predatore di abilità relativamente scarsa: si comporta da puro opportunista. Spazia tra prede come, per la maggior parte, piccoli mammiferi roditori, quali arvicole, topi campagnoli, toporagni, e donnole, lepri e conigli selvatici. Si spinge poi a uccelli e nidiacei, rettili, invertebrati e anfibi vari, a seconda delle specie presenti. Capita che si nutra anche di carcasse qualora se ne presenti l'occasione, ma solo in mancanza di prede.
La tecnica di caccia della poiana consiste nel restare appollaiata, cercando di individuare possibili prede.

### Riproduzione
La poiana costruisce un solo nido sugli alberi e su rocce isolate (in rari casi, pure sul terreno). Tra marzo e maggio la femmina depone nel nido 2 o 3 uova, più raramente 1 o 4. Le uova sono bianche con macchiettature grigie o brune. Nella cova, che dura solitamente 34 giorni, si alternano maschio e femmina. I piccoli restano nel nido per i successivi 40-50 giorni.

### Conservazione
Il ripristino del numero delle poiane è un chiaro segno che la specie è ben protetta e non è a rischio. In passato era vittima degli avvelenamenti da pesticidi e diserbanti rilasciati nei terreni da cui cacciava le prede (oltre che dai bracconieri). La sua presenza è anche un buon indicatore ambientale perché ripristina l'ecosistema ambientale occupando la nicchia ecologica di predatore dominante della catena alimentare.
L'areale della popolazione italiana risulta essere vasto (maggiore di 20000 km², Boitani et al. 2002) e in incremento (Brichetti & Fracasso 2003). Il numero di individui maturi è stimato in 8000-16000 (BirdLife International 2004) e risulta in aumento nel periodo 2000-2010 (LIPU & Rete Rurale Nazionale 2011, www.mito2000.it). La popolazione italiana non raggiunge quindi le condizioni per essere classificata entro una delle categorie di minaccia (declino della popolazione, ridotto numero di individui maturi e areale ristretto) e viene quindi classificata a Minore Preoccupazione (LC).
Le minacce principali degli uccelli rapaci:
- riduzione degli habitat idonei alla nidificazione.
- avvelenamento primario (ingestione di bocconi avvelenati)
- avvelenamento secondario in particolare da pesticidi, topicidi (usati in agricoltura e dai privati), piombo (usato nella caccia).
- bracconaggio.
- elettrocuzione (impatto con i cavi delle linee elettriche).
- impatto con pale eoliche.

### Voce
Raro, il richiamo è un alto e lamentevole pi-uu spesso allungato; anche una corta nota gracchiante.

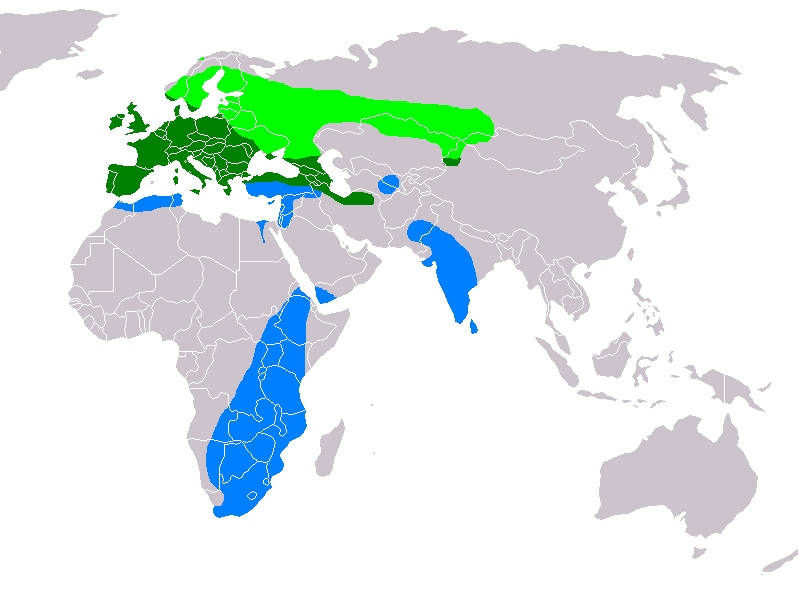
nidificazione
stanziale
svernamento

     nidificazione
     stanziale
     svernamento

## Tassonomia
Il Congresso Ornitologico Internazionale (2014) riconosce le seguenti sottospecie:
- Buteo buteo buteo
- Buteo buteo insularum
- Buteo buteo harterti
- Buteo buteo pojana
- Buteo buteo menetriesi
- Buteo buteo vulpinus

### Specie simili
Il Falco pecchiaiolo (Pernis apivorus), presente in Italia soltanto da maggio a settembre, si differenzia dalla poiana per avere ali e coda leggermente più lunghe e soprattutto per il capo piccolo e prominente; in volo le ali sono tenute orizzontali. La livrea è variabilissima, ma la coda presenta sempre 2-3 bande basali e una banda terminale scure.

Si nutre di grandi insetti e soprattutto di imenotteri sociali (scava il terreno per raggiungere nidi di vespe e bombi), più raramente di piccoli vertebrati poco mobili.

## Bozzagro nella cultura di massa
I bozzagri nel loro lento ruotare sono l'immagine del lento scorrere del tempo dell'eternità per Dillard Sissman nell'omonima epigrafe dell'Antologia di Spoon River di Edgar Lee Masters: "The buzzards wheel slowly / In wide circles, in a sky / Faintly hazed as from dust from the road. / And a wind sweeps through the pasture where I lie / Beating the grass into long wawes".
Cecco Angiolieri nel sonetto Tre cose solamente m'ènno in grado utilizza la poiana come esempio di cacciatore poco efficace: "Ché fora a tôrli un dinar[o] più agro, / la man di Pasqua che·ssi dà la mancia, / che far pigliar la gru ad un bozzagro."